# Heinrich Baron von Behr
Heinrich Baron von Behr (26 de junho de 1902 - 14 de agosto de 1983) foi um oficial alemão que serviu durante a Segunda Guerra Mundial. Foi condecorado com a Cruz de Cavaleiro da Cruz de Ferro.

## Condecorações
| Cruz de Ferro (1939) 2ª Classe     | 20 de abril de 1940     |
| Cruz de Ferro (1939) 1ª Classe     | 24 de junho de 1940     |
| Cruz de Cavaleiro da Cruz de Ferro | 23 de fevereiro de 1944 |
| Folhas de Carvalho nº 689          | 9 de janeiro de 1945    |